# Малый бурундук
Малый бурундук (лат. Neotamias minimus) — вид грызунов семейства беличьих (лат. minimus — «наименьший»).
Длина тела 10—13 см, хвост 8—10 см, вес 35—53 г.
Крестец сероватый, боковые стороны красно-коричневого цвета, низ серовато-белый. Нижняя поверхность хвоста от красновато-жёлтого до коричневого цвета. Есть 5 тёмных и 4 светлые полосы на спине и боках, а также три тёмные и две светлые полосы на мордочке.
Обитает в различных средах обитания в США и Канаде. Распространён в хвойных лесах, также использует рубки, лиственные леса, прибрежные зоны, а в западных регионах может появляться даже в альпийской тундре.
Зимние гнёзда находятся в норах до одного метра ниже поверхности земли. Летние убежища обычно находятся в полых брёвнах или пнях, кучах камней или под мусором, в заброшенных норах. Также гнездится в дуплах деревьев над землёй. Ест преимущественно семена, орехи, фрукты и жёлуди. Активен в течение дня, предпочитая солнечное полуденное время. Начинает впадать в состояние оцепенения в конце октября. Становится полностью активным до середины марта. Может быть активным в тёплые зимние дни. Хранит пищу в подземной норе, где проводит зиму. Хищники — Accipitridae, Strigiformes, Mustelidae.
Размножается в начале весны. Беременность длится 31 день. Размер приплода составляет 2—7 (в среднем 5—6) детёнышей. Бывает один выводок в год. Второй выводок может появиться, если первый не удался. Потомство становится половозрелым на следующую весну.